# 迫在眉梢
《迫在眉梢》（英語：John Q.）是一部於2002年上映的美國電影。丹泽尔·华盛顿主演。電影場景是在多倫多和哈密尔顿取景拍攝，故事背景发生在芝加哥。

## 劇情
一位名為約翰·昆西的父親在得知自己的兒子被診斷出心肌肥大需要換心後，和他的太太求助於健康保險公司，希望得到保險金能夠為兒子進行換心手術，但是因為保障不足且險種不對保險公司無法支付醫療費用。約翰知道自己的兒子如果不換心必死無疑，決定持槍綁架醫院急診室的醫生、護士和病人，強迫他們替自己的兒子換心。但是又發現一個問題，就是換心必需要找到合適的心臟。最後好不容易剛好有合適的心臟，約翰棄械投降，他的兒子換心得救。在實況轉播中，約翰為了救自己的兒子成為全民英雄。

## 演員
| 演員          | 劇中角色            |
| ------------- | ------------------- |
| 丹泽尔·华盛顿 | 約翰·昆西           |
| 勞勃·杜瓦     | 法蘭克·葛林姆副隊長 |
| 安·海契       | 瑞貝卡·潘恩         |
| 艾迪·葛瑞芬   | 雷斯特·馬修         |
| 雷·利奥塔     | 卡斯·蒙羅局長       |

## 製作
主體拍攝於2000年8月8日開始，拍攝地包含多伦多和安大略省。

## 資料來源
1. ↑  .   [2011-01-31]. （原始内容存档于2009-07-10）.
2. ↑  .   [2011-01-31]. （原始内容存档于2021-05-04）.
3. ↑  . The Hollywood Reporter 364 (32). 2000-09-05: 35-40, 42, 44, 63-80 （美国英语）.ProQuest 2467876620

## 外部連結
- 互联网电影数据库（IMDb）上《燃眉之急》的资料（英文）